# Peter Schöffer

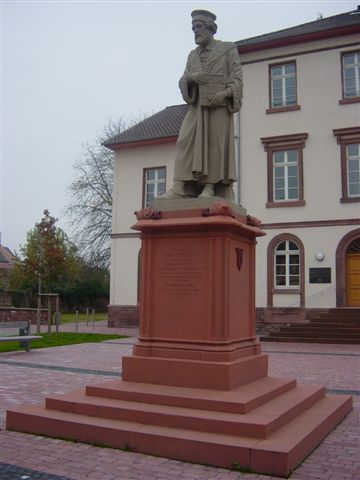
Pomnik Petera Schöffera w Geinsheim w Hesji

Peter Schöffer lub Petrus Schoeffer (ur. ok. 1425 w Gernsheim, zm. ok. 1503 w Moguncji). Był jednym z pierwszych księgarzy i wydawców w epoce druku typograficznego. Udoskonalił wynalazek druku Jana Gutenberga z ruchomymi czcionkami. Był autorem technicznych i estetycznych ulepszeń czcionek. Stworzył również własne czcionki literowe. Przyczynił się także do ekonomicznego i technologicznego sukcesu tego wynalazku na początku ery nowożytnej. Peter Schöffer jest dzisiaj postrzegany jako jeden z najlepszych drukarzy, wydawców i księgarzy Europy, który określił artystyczne kierunki rozwoju druku.

## Życie i twórczość
Peter Schöffer urodził się około 1425 roku w Gernsheim nad Renem. Po ukończeniu rodzimej szkoły w latach 1444–1448 studiował na Uniwersytecie Erfurckim, a następnie na Sorbonie (prawdopodobnie prawo albo teologię). W 1449 roku rozpoczął pracę jako pisarz i kaligrafista, o czym informuje kolofon rękopisu z tego roku podpisany przez Petrusa de Gernsheim alias Moguntia. Około 1462 roku rozpoczął pracę w drukarni Jana Gutenberga jako typograf i drukarz. Sygnet z jego nazwiskiem pojawił się po raz pierwszy w 1462 roku na kolofonie 42-wierszowej Biblii. Jako współpracownik Gutenberga Schöffer miał dużo wyższą pozycję towarzyską i wewnątrzzakładową niż jakikolwiek czeladnik.
Gutenberg wielokrotnie pożyczał pieniądze od mogunckiego kupca i prawnika Jana Fusta. W 1455 Fust oskarżył Gutenberga o defraudację pieniędzy. W procesie przeciwko Gutenbergowi zeznawał również Peter Schöffer. Po przejęciu na własność hipoteki warsztatu drukarskiego Gutenberga przez Jana Fusta Schöffer został kierownikiem tej pracowni.
„De Officiis” Cycera było ostatnim dziełem ukończonym w drukarni prowadzonej wspólnie przez Fusta i Schöffera. Po śmierci Fusta w 1466 roku i poślubieniu jego córki Schöffer został jedynym właścicielem drukarni. W tym czasie drukował głównie publikacje z zakresu teologii oraz prawa cywilnego i kościelnego. W 1467 roku ukazał się tom „Summa theologiae” Tomasza z Akwinu. Ostatnim dziełem wydrukowanym w jego oficynie było czwarte wydanie „Psałterza mogunckiego”, ukończone 20 grudnia 1502 roku. Oficynie Schöffera przypisuje się ponad 250 druków jednostronicowych i książek.
Z żoną Krystyną Fust miał czterech synów: Grationa, który stworzył w Austrii własną drukarnię, Johanna, który przejął moguncki warsztat ojca, Petera, który został drukarzem muzykaliów w Moguncji, Strassburgu, Bazylei i Wenecji, i Ludwika, o którym nic nie wiadomo. Córka Katarzyna poślubiła Botho Bothę, syna Konrada Bota, prawdopodobnie autora „Cronecken der Sassen”, ostatniego znaczącego dzieła drukowanego w oficynie Schöffera.

## Istotne dzieła
- „Psałterz moguncki” z 1457 roku, jeden z najcenniejszych starodruków (wydrukowany wspólnie z Janem Fustem); zastosowano w nim po raz pierwszy matrycę w trzech kolorach,
- 42-wierszowa Biblia Gutenberga z 1462 roku (czwarta drukowana Biblia na świecie),
- „Hortus Sanitatis” z 1485 roku pierwszy zielnik wydrukowany w Niemczech (pod niemieckim tytułem „Gart der Gesuntheit”),
- „Herbarius zu Teutsch”, niezwykle popularne dzieło, o czym świadczy dziesięciokrotny jego przedruk przed 1499 rokiem, dzieło to ilustruje i opisuje 150 roślin i 96 leków powszechnie spotykanych w aptekach,
- „Cronecken der Sassen” z 1492 roku („Kroniki saksońskie”).

Sygnet zaprojektowany przez Schöffera i Fusta był również używany przez Związek Giełdowy Niemieckiego Handlu Książką w latach 1952–1986 z dodatkiem „BV”. Jest on nadal używany jako oficjalny emblemat przez międzynarodowe stowarzyszenie IAPHC łączące drukarzy, grafików i artystów branży wydawniczej.

## Technika
Wraz z rozpowszechnianiem się sztuki drukarskiej aparat odlewniczy oraz proces przygotowywania stempli i matryc nieustannie ulepszano. Peter Schöffer jeszcze jako uczeń i wspólnik Gutenberga ręcznie wykonywał stemple ze stali, z których otrzymywał doskonałe, wyraźne odciski w matrycy mosiężnej lub miedzianej. Jest to najstarszy, a jednocześnie najszlachetniejszy sposób sporządzania stempli. Schöffer umożliwił w ten sposób odlewanie czcionek mniejszych stopni, które coraz częściej wypierały czcionki dużych rozmiarów stosowane przez Gutenberga.
Podczas druku „Psałterza Mogunckiego” Schöffer zastosował po raz pierwszy matrycę w trzech kolorach, korzystając z czcionek czarnych, czerwonych i niebieskich, dzięki czemu książkę można było przekazać bezpośrednio z prasy do introligatora. Schöffer rozwinął także zagadnienie stosowania ilustracji w książce – jako pierwszy zastosował dwubarwny druk inicjałów. Ta technika nie weszła jednak do powszechnego użycia, ponieważ była zbyt pracochłonna i tym samym droga. Iluminacji ręcznych używano aż do XVIII wieku.
Peter Schöffer jako autor technicznych i estetycznych ulepszeń czcionek, twórca czcionek literowych zapoczątkował wieloletnią dyskusję nad metodami ustalania wielkości czcionek.